# フレイザー・ストッダート
サー・フレイザー・ストッダート（Sir James Fraser Stoddart, 1942年5月24日 - 2024年12月30日）は、スコットランドの化学者である。超分子化学とナノテクノロジーを専門分野としている。エディンバラ出身。
分子認識と自己組織化分子を利用したen:Molecular Borromean rings、カテナン、ロタキサンのような機械的連動分子構造の高効率合成を開発した。そして、これらのトポロジーらが分子スイッチや分子モータとして機能することを実証した。
「分子マシンの設計と合成」が評価され、ジャン＝ピエール・ソヴァージュ、ベルナルト・L・フェリンハと共に、2016年ノーベル化学賞を受賞した。

## キャリア
1964年エディンバラ大学卒業、1966に化学のPh.D.を取得。

### 評価
2016年時点のh指数は130。少なくとも10件の特許を取得し、1000回以上の発表をしている。1997年1月から2007年8月31日までの間に、304文書から合計14,038件引用されている。これはトムソン・ロイターの科学情報研究所 (ISI) での化学者ランキングで3位と評価されている。

## 栄誉と受賞歴
2006年12月新年の叙勲式でイギリス女王エリザベス2世からナイト・バチェラー（下級勲爵士）を授与された。

### 会員の地位
- 2014年 米国科学アカデミー会員[10]
- 2012年 アメリカ芸術科学アカデミー会員[11]
- 2011年 王立化学会名誉フェロー[12]
- 2008年 エディンバラ王立化学会栄誉フェロー[13]
- 2006年 イギリス エリザベス2世からナイト・バチェラー（下級勲爵士）[9]
- 2006年 オランダ王立芸術科学アカデミー科学部門 外国人会員[14]
- 2005年 アメリカ科学振興協会フェロー[15]
- 1999年 ドイツ自然科学アカデミー・レオポルディーナフェロー[16]
- 1994年王立協会フェロー[17]

### 受賞歴
- 2025年 グレン・T・シーボーグ・メダル
- 2016年 ノーベル化学賞[18]
- 2014年 王立化学会センテナリー賞[19]
- 2012年 アメリカ シカゴ イリノイ セント・アンドリー・ソサエティー名誉市民賞
- 2010年 エディンバラ公からエディンバラ王立協会ロイヤルメダル[20][21]
- 2008年 王立協会デービーメダル[22]
- 2008年 アーサー・C・コープ賞 (アメリカ化学会)[23]
- 2007年 ファインマン賞実験部門[24]
- 2007年 アルベルト・アインシュタイン世界科学賞[25]
- 2007年 テトラヘドロン賞[26]
- 2007年 キング・ファイサル国際賞[27][28]
- 2007年 Jabir Ibn Hyyan (Geber) Medal (Saudi Chemical Society)
- 2005年 エディンバラ大学卒業生賞[29]
- 2004年 名古屋メダル（MSD生命科学財団）[30]
- 2004年 アーサー・K・ドーリットル賞 (アメリカ化学会)
- 2002年〜2005年 トムソン・ロイター引用栄誉賞
- 1999年 Arthur C Cope Scholar Award (アメリカ化学会)[31]
- 1993年 International Izatt-Christensen Award[32]

## 死去
2024年12月30日、家族との旅行先のオーストラリアで死去。82歳没。ノースウェスタン大学はストッダートの訃報を発表した。